# Инкарбек, Баглан Бахытович
Баглан Бахытович Инкарбек (род. 22 октября 1994 года) — казахстанский фристайлист.

## Биография
Баглан Инкарбек учится в колледже «Мирас». Среди наиболее значимых его достижений – 2-е место на Кубке Казахстана 2011 года и также второе– на ІІІ зимней Спартакиаде республики. Участвовал в чемпионате мира 2013 года, где был 27-м.
На Олимпиаде-2014 в Сочи показал лишь 19-й результат в классификации.